# The al-Islambouli Brigades
The al-Islambouli Brigades (også The al-Islambouli Brigades of al-Qaeda, Islambouli Brigades, Islambouli Brigade of Martyrs, Platoon of Marytr Khaled Islambouli, al-Islambouli Brigades, al-Qaeda Organization, Khalid al-Islambouli Brigades og en række andre aliaser) er en pakistanskbaseret islamisk terrororganisation med forbindelse til al-Qaeda. Gruppen er opkaldt efter egypteren Khalid al-Islambouli, som var den løjtnant der snigmyrdede den egyptiske præsident Anwar Sadat i 1981 (han blev dømt til døden og henrettet året efter). Angiveligt skulle gruppen al-Islambouli Brigades være ledet af Khalid al-Islamboulis yngre bror Muhammad Shawqi al-Islambouli.
Gruppen har påtaget sig ansvaret for en række diverse internationale terrorangreb
- En angreb mod den egyptiske ambassade i Islamabad, Pakistan den 19. november 1995. 17 døde, 60 sårede.
- Terrorangrebet i Avtozavodskaja: angreb i Moskvas metro, den 6. februar 2004, i Moskva, Rusland. 41 døde, 250+ sårede
- et (mislykket) angreb mod Pakistans finansminister Shaukat Aziz i juli 2004.
- Russisk flyterror i august 2004: det dobbelt flyangreb den 24. august 2004 i Rusland. 89 døde.

- det er dog meget tvivlsomt om gruppen virkelig har været involveret i et eneste af af angrebne.